# انیا آنا ویوود
انیا آنا ویوود (انگلیسی: Enija Anna Vaivode؛ زادهٔ ۲۸ دسامبر ۱۹۹۳) بازیکن فوتبال اهل لتونی است.
از باشگاه‌هایی که در آن بازی کرده‌است می‌توان به باشگاه فوتبال یونیون برلین و باشگاه فوتبال لیپایاس متالورگس اشاره کرد.
وی همچنین در تیم ملی فوتبال Latvia بازی کرده‌است.